# 利瑟貝里
利瑟貝里（瑞典語：Liseberg）是位於瑞典哥德堡的主題公園。利瑟貝里於1923年啟用，每年吸引約3百萬遊客，為現時北歐最大型同類型公園。樂園的夏季節目自每年4月底至10月中開放，而聖誕節目則由11月開放至聖誕節前。雖然冬季只有較少機動遊戲運作，但會舉辦聖誕市場，售賣傳統瑞典食物，如热红酒和用馴鹿肉製成的旋轉烤肉。

## 外部連結
- 官方网站（页面存档备份，存于）（英文）
- 官方网站（页面存档备份，存于）（瑞典文）

1. 1 2 3  . Liseberg. 9 December 2016  [10 September 2017]. （原始内容存档于6 June 2017） （sv-SE）.